# Диленян, Роберт Артёмович
Роберт Артёмович Диленян (абх. Роберт Артиом-иԥа Дилениан; 15 мая 1927, Сухуми, Абхазская ССР — 24 ноября 2012, Сухум, Абхазия) — советский тренер по волейболу, заслуженный тренер СССР, Грузинской ССР и Республики Абхазия, заслуженный работник физической культуры и спорта Абхазской АССР.

## Биография
Родился в семье рабочего. В 1949 г. окончил факультет физики и математики Сухумского государственного педагогического института.
С 1947 г. — тренер по баскетболу, а затем и волейболу в ДЮСШ,
- 1949—1951 гг. — учитель в средней школе села Лыхны Гудаутского района,
- 1952—1953 гг. — инспектор-методист министерства образования Абхазской АССР,
- 1953—1961 гг. — учитель Сухумской 3-й женской школы,
- 1961—1962 гг. — второй тренер сборной команды Грузинской ССР по волейболу,
- 1965 г. — окончил высшую школу тренеров по волейболу. За время работы в ДЮСШ Роберт Диленян воспитал ряд спортсменов-разрядников, из них — 6 мастеров спорта СССР, 10 мастеров спорта Абхазии. Среди его учеников заслуженные мастера спорта СССР, олимпийские чемпионы Станислав Люгайло и Владимир Дорохов.

Являлся членом Государственной просмотровой комиссии сборной команды СССР. До конца своей жизни находился на тренерской работе в Республиканской детско-юношеской спортшколе игр.
В 2014 году в посёлке Агудзера состоялся Республиканский турнир по волейболу среди мужских команд памяти Роберта Диленяна.

## Награды и звания
Заслуженный тренер СССР (1984), Грузинской ССР и Республики Абхазия, заслуженный работник физической культуры и спорта Абхазской АССР. Награждён абхазским орденом «Ахьдз-Апша» третьей степени.